# Černomorskoe
Černomorskoe (in russo Черномо́рское?) o Čornomors'ke (in ucraino Чорномо́рське?), in tataro Aqmeçit, è una città della Crimea. La città, in quanto parte della penisola di Crimea, è riconosciuta dalla maggior parte delle nazioni come appartenente all'Ucraina, ma è annessa alla Russia dal 2014

## Geografia
Capoluogo dell'omonimo distretto, la città sorge sulla costa settentrionale della Penisola di Tarchankut, la propaggine più occidentale della Crimea.

## Storia
Conosciuta in passato come Ak-Mečet, nelle vicinanze della città sorge un sito di sepoltura degli Sciti risalente al V o IV secolo a.C., scoperto ed esplorato dal 1885.
Sede di un porto di medie dimensioni e di alcune industrie alimentari, Černomorskoe venne impiegata come base avanzata dalle truppe russe durante l'invasione russa dell'Ucraina del 2022. Il 10 novembre 2023 droni navali ucraini attaccarono il porto, affondando due mezzi da sbarco russi ancorati in banchina.